# Pentium Extreme Edition

Logo del Pentium Extreme Edition

Il Pentium Extreme Edition è un microprocessore x86 prodotto da Intel e arrivato sul mercato il 28 maggio 2005. Esso è profondamente basato sul Pentium D, il primo processore dual core progettato da Intel ma, a differenza di quest'ultimo, implementa anche la tecnologia Hyper-Threading abilitata su entrambi i core, al pari di quanto accadeva con i "vecchi" Pentium 4 e Pentium 4 EE, e quindi il sistema operativo "percepisce" la presenza di quattro core logici. Le altre caratteristiche sono le stesse che caratterizzano i Pentium D, quindi supporto alle istruzioni EM64T e tecnologia XD-bit, oltre a processo costruttivo a 90 nm e tecnologia di risparmio energetico SpeedStep.
Non si conoscono precisamente i limiti fisici di questa CPU ma in alcune prove indipendenti si è riusciti a provarne l'affidabilità fino ai 3,8 GHz utilizzando un sistema di raffreddamento ad aria.

## Caratteristiche principali

### Smithfield
Con l'arrivo sul mercato dei primi processori Pentium D dual core, Intel ha rinnovato anche la gamma degli Extreme Edition. Quest'ultimo è un Pentium D Smithfield con la tecnologia Hyper-Threading abilitata in modo che il sistema operativo veda 4 core. Il bus utilizzato, a 800 MHz (e non 1066 MHz come nei Pentium 4 EE) rappresenta un "collo di bottiglia" per il transito dei dati richiesti dai 4 core logici.

### Presler
Si sa ancora poco sul futuro Pentium Extreme Edition basato sul core Presler, eccetto che dovrebbe essere basato sul bus a 1066 MHz e, come il suo predecessore, dovrebbe essere l'unico Presler con la tecnologia Hyper-Threading abilitata.

## Modelli
La tabella seguente mostra tutti i modelli di Pentium Extreme Edition arrivati sul mercato. Molti di questi condividono caratteristiche comuni pur essendo basati su diversi core; per questo motivo, allo scopo di rendere maggiormente evidente tali affinità e "alleggerire" la visualizzazione alcune colonne mostrano un valore comune a più righe. Di seguito anche una legenda dei termini (alcuni abbreviati) usati per l'intestazione delle colonne:
- Nome Commerciale: si intende il nome con cui è stato immesso in commercio quel particolare esemplare.
- Data: si intende la data di immissione sul mercato di quel particolare esemplare.
- N°Core: si intende il numero di core montati sul package: 1 se "single core", 2 se "dual core" e così via.
- Socket: lo zoccolo della scheda madre in cui viene inserito il processore. In questo caso il numero rappresenta oltre al nome anche il numero dei pin di contatto.
- Clock: la frequenza di funzionamento del processore.
- Molt.: sta per "Moltiplicatore" ovvero il fattore di moltiplicazione per il quale bisogna moltiplicare la frequenza di bus per ottenere la frequenza del processore.
- Pr.Prod.: sta per "Processo produttivo" e indica tipicamente la dimensione dei gate dei transistor (180 nm, 130 nm, 90 nm) e il numero di transistor integrati nel processore espresso in milioni.
- Voltag.: sta per "Voltaggio" e indica la tensione di alimentazione del processore.
- Watt: si intende il consumo massimo di quel particolare esemplare.
- Bus: frequenza del bus di sistema.
- Cache: dimensione delle cache di 1º e 2º livello.
- XD: sta per "XD-bit" e indica l'implementazione della tecnologia di sicurezza che evita l'esecuzione di codice malevolo sul computer.
- 64: sta per "EM64T" e indica l'implementazione della tecnologia a 64 bit di Intel.
- HT: sta per "Hyper-Threading" e indica l'implementazione della esclusiva tecnologia Intel che consente al sistema operativo di vedere 2 core logici.
- ST: sta per "SpeedStep Technology" ovvero la tecnologia di risparmio energetico sviluppata da Intel e inserita negli ultimi Pentium 4 Prescott serie 6xx per contenere il consumo.
- VT: sta per "Vanderpool Technology", la tecnologia di virtualizzazione che rende possibile l'esecuzione simultanea di più sistemi operativi differenti contemporaneamente.
- Core: si intende il nome in codice del progetto alla base di quel particolare esemplare.

| Nome Commerciale | Data             | Socket | N°Core | Clock    | Molt. | Pr.Prod.       | Voltag. | Watt  | Bus      | Cache              | XD | 64 | HT | ST | VT | Core       |
| ---------------- | ---------------- | ------ | ------ | -------- | ----- | -------------- | ------- | ----- | -------- | ------------------ | -- | -- | -- | -- | -- | ---------- |
| Pentium EE 840   | 28 maggio 2005   | 775    | 2      | 3,2 GHz  | 16x   | 90 nm 230 mil. | 1,4 V   | 130 W | 800 MHz  | L1=2x16KB L2=2x1MB | Sì | Sì | Sì | Sì | No | Smithfield |
| Pentium EE 955   | 27 dicembre 2005 | 775    | 2      | 3,46 GHz | 13x   | 65 nm 380 mil. | 1,27 V  | 130 W | 1066 MHz | L1=2x16KB L2=2x2MB | Sì | Sì | Sì | No | Sì | Presler    |
| Pentium EE 965   | 22 marzo 2006    | 775    | 2      | 3,73 GHz | 14x   | 65 nm 380 mil. | 1,27 V  | 130 W | 1066 MHz | L1=2x16KB L2=2x2MB | Sì | Sì | Sì | No | Sì | Presler    |

Nota: la tabella soprastante è un estratto di quella completa contenuta nella pagina del Pentium D.

## La morte del Pentium Extreme Edition
Intel ha dichiarato che alla fine di ottobre 2006 avrebbe sospeso la produzione del Pentium Extreme Edition, e più precisamente la sua versione basata su Presler, dato che ormai era stata superata dal nuovo Core 2 Extreme X6800.